# La Cité Saturne
La Cité Saturne (土星マンション, Dosei Manshon) est un seinen manga de Hisae Iwaoka, prépublié dans le magazine Ikki entre novembre 2005 et juin 2011, et publié par Shōgakukan en sept volumes reliés sortis entre octobre 2006 et août 2011. La version française est éditée par Kana en autant de tomes sortis entre novembre 2009 et juin 2012.

## Manga
La Cité Saturne est scénarisé et dessiné par Hisae Iwaoka. La série est prépubliée dans le magazine Monthly Ikki entre le 25 novembre 2005 et le 25 juin 2011,. Shōgakukan publie les chapitres en un total de sept volumes sous format tankōbon sortis entre le 30 octobre 2006 et le 30 août 2011.
La version française est publiée par Kana en sept volumes sortis entre le 6 novembre 2009 et le 8 juin 2012. La version anglaise est publiée en Amérique du Nord par Viz Media. La série est publiée à Taiwan par Taiwan Tohan.

### Liste des volumes
| no | Japonais         | Japonais          | Français         | Français          |
| no | Date de sortie   | ISBN              | Date de sortie   | ISBN              |
| --- | ---------------- | ----------------- | ---------------- | ----------------- |
| 1 | 30 octobre 2006  | 4091883397        | 6 novembre 2009  | 978-2-5050-0725-8 |
| Liste des chapitres : - 1. Terre (地球, Chikyū) - 2. Travail (仕事, Shigoto) - 3. Lumière (灯り, Akari) - 4. Un lieu lointain (遠い場所, Tōi Basho) - 5. La mer (ウミ, Umi) - 6. La chambre verte (緑の部屋, Midori no Heya) - 7. Derrière le masque (仮面の下, Kamen no Shita) - 8. L'invention (造り物, Tsukirimono) |                  |                   |                  |                   |
| 2 | 29 juin 2007     | 978-4-09-188366-7 | 8 janvier 2010   | 978-2-5050-0726-5 |
| Liste des chapitres : - 9. La petite pièce (小さな部屋, Chiisana Heya) - 10. Près et loin (近くて遠く, Chikakute Tōku) - 11. Jour de congé (ヤスミノヒ, Yasuminohi) - 12. À la taverne (食事会, Shokujikai) - 13. Carnaval nocturne (夜祭, Yomatsuri) - 14. Là où je suis maintenant (今いる場所, Ima Iru Basho) - 15. Au bout de mes mains (手の先に, Te no Saki ni) - 16. Reflet (キラリ, Kirari) - 17. La chambre des fleurs (華の部屋, Hana no Heya) |                  |                   |                  |                   |
| 3 | 28 mars 2008     | 978-4-09-188408-4 | 7 mai 2010       | 978-2-5050-0852-1 |
| Liste des chapitres : - 18. La chambre solitaire (ヒトリの部屋, Hitori no Heya) - 19. Signal (記号, Kigō) - 20. La chambre vide (空の部屋, Kara no Heya) - 21. Le paysage de toujours (いつもの風景, Itsumo no Fūkei) - 22. La chambre avec un toit (屋根のある部屋, Yane no Aru Heya) - 23. Les recycleurs (掃除屋, Sōjiya) - 24. Utilité (使いみち, Tsukaimichi) - 25. Détour (遠回り, Tōmawari) - 26. Une voix qui surgit (届く声, Todoku Koe) |                  |                   |                  |                   |
| 4 | 30 janvier 2009  | 978-4-09-188436-7 | 3 septembre 2010 | 978-2-5050-0960-3 |
| Liste des chapitres : - 27. L'examen (試験, Shiken) - 28. Un modèle (目標の人, Mokuhyō no Hito) - 29. La voix qui continue (続くみち, Tsuzuku Michi) - 30. La terre sainte (聖地, Seichi) - 31. Yukishima (幸嶋, Yukishima) - 32. Dernier jour de travail (仕事納め, Shigoto-osame) - 33. Saku (さく, Saku) - 34. Astres en enfilade (星の並び, Hoshi no Narabi) - 35. Pensées (想い, Omoi) |                  |                   |                  |                   |
| 5 | 30 novembre 2009 | 978-4-09-188488-6 | 7 janvier 2011   | 978-2-5050-1027-2 |
| Liste des chapitres : - 36. La femme aux œufs (たまごの人, Tamago no Hito) - 37. La grande vitre (広い窓, Hiroi Mado) - 38. Sous la vitre (窓の下, Mado no Shita) - 39. Ce que j'ai obtenu (手にしたモノ, Te ni Shita Mono) - 40. T-shirts et décision (シャツと決意, Shatsu to Ketsui) - 41. Une voix enveloppante (包まれる声, Tsutsumareru Koe) - 42. Yukishima et le poulet frit (幸嶋と唐揚げ, Yukishima to Karāge) - 43. La salle du commencement (始まりの部屋, Hajimari no Heya) - 44. Le diagnostic du vendeur de médicaments (薬屋の見立て, Kusuriya no Mitate) |                  |                   |                  |                   |
| 6 | 30 août 2010     | 978-4-09-188525-8 | 1er juillet 2011 | 978-2-5050-1176-7 |
| Liste des chapitres : - 45. Le fil conducteur (導く糸は, Michibiku Ito wa) - 46. Le vaisseau dans lequel tu monteras (君の乗る舟, Kimi no Noru Fune) - 47. Terre plate (平たい地, Hiratai-chi) - 48. Espoir (希望, Kibō) - 49. En regardant l'ombre (影を見て, Kage o Mite) - 50. Désorienté (戸惑う者, Tomadō Mono) - 51. Fumée (煙, Kemuri) - 52. Chaos (混乱, Konran) - 53. Ombre et lumière (光と影, Hikari to Kage) |                  |                   |                  |                   |
| 7 | 30 août 2011     | 978-4-09-188556-2 | 8 juin 2012      | 978-2-5050-1472-0 |
| Liste des chapitres : - 54. La marche tranquille (静かな行進, Shizukana Kōshin) - 55. Carrefour (交差点, Kōsaten) - 56. Un lieu dans la mémoire (思い出す場所, Omoidasu Basho) - 57. Un engagement (約束, Yakusoku) - 58. Changement (変化, Henka) - 59. Le même endroit (同じ場所, Onaji Basho) - 60. La présentation du vaisseau (舟のお披露目, Fune no Ohirome) - 61. Les sentiments de chacun (それぞれの想い, Sorezore no Omoi) - 62. Au bout de la route (繋がる道の先, Tsunagaru Michi no Saki) - 63. 地上へ (Chijō e) - 64. 空の故郷 (Sora no Kokyō)              |                  |                   |                  |                   |

## Distinctions
La série remporte le grand prix du Japan Media Arts Festival catégorie « manga » en 2011.